# Jordan 195
Chronologie des modèles (1995)
Jordan 194 Jordan 196
La Jordan 195 est la monoplace engagée par Jordan Grand Prix en championnat du monde de Formule 1 en 1995. Le numéro 14 a été attribué à Rubens Barrichello et le numéro 15, à Eddie Irvine. L'équipe n'a jamais utilisé de pilote d'essai. Le moteur est un V10 de trois litres de cylindrée, le Peugeot A10.
La Jordan 195 se caractérise par son nez bas et ses pontons bulbeux englobant une bonne partie du cockpit, caractéristiques qui rappellent les Ferrari 640 et Ferrari 641. Afin de trouver de l'appui, Gary Anderson a ajouté des sabots derrière l'aileron arrière. Avec l'adoption définitive de la boîte semi-automatique, la pédale d'embrayage est supprimée. Rubens Barrichello aura beaucoup de mal à s'adapter au freinage du pied gauche.
La principale nouveauté de la monoplace est l'adoption du moteur V10 Peugeot qui, malgré une progression constante, se montre très fragile. Le bloc est aussi puissant que le Mercedes mais casse bien souvent, causant la majorité des seize abandons de l'année, soit presque un par Grand Prix.
Jordan connaît son premier double podium au Canada, où les deux pilotes finissent derrière le vainqueur Jean Alesi. Barrichello et Irvine finissent chacun trois autres fois dans les points. L'écurie perd une place au classement final, avec sept points de moins qu'en 1994.
Les deux pilotes sont pressentis pour rejoindre Ferrari aux côtés du double champion du monde en titre Michael Schumacher. C'est finalement Irvine qui décroche le baquet. Barrichello reste chez Jordan en 1996, aux côtés du vétéran Martin Brundle.

## Modèles
- Châssis 195/01
- Châssis 195/02
- Châssis 195/03
- Châssis 195/04 : Voiture personnelle d'Eddie Jordan [1]

## Résultats en championnat du monde de Formule 1

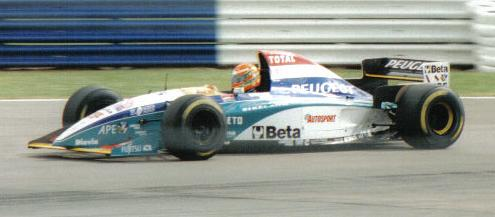
Eddie Irvine sur sa Jordan 195 au Grand Prix de Grande-Bretagne 1995.

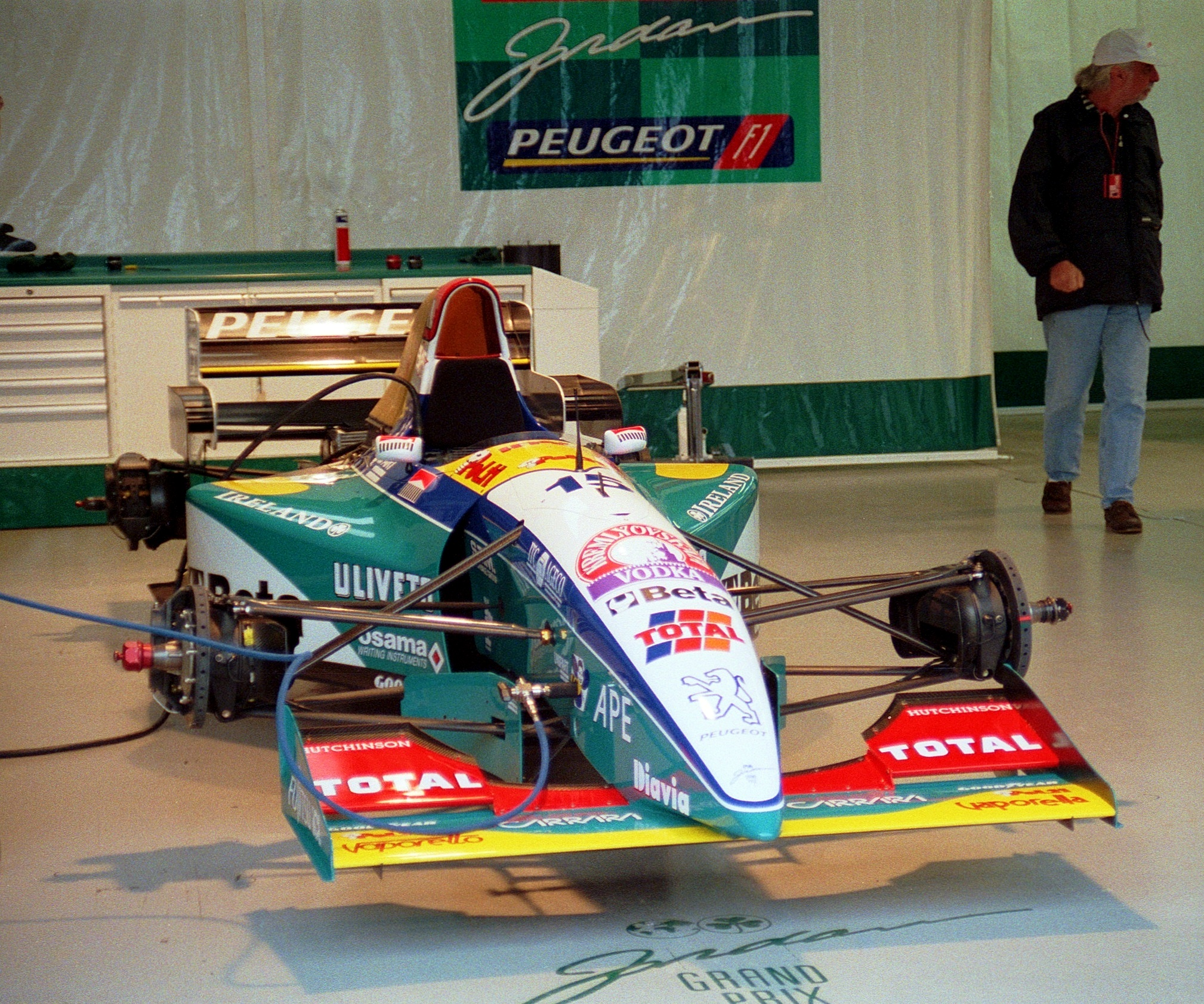
L'avant de la Jordan 195.

| Saison | Écurie               | Moteur      | Pneus    | Pilotes            | Courses | Courses | Courses | Courses | Courses | Courses | Courses | Courses | Courses | Courses | Courses | Courses | Courses | Courses | Courses | Courses | Courses | Points inscrits | Classement |
| Saison | Écurie               | Moteur      | Pneus    | Pilotes            | 1       | 2       | 3       | 4       | 5       | 6       | 7       | 8       | 9       | 10      | 11      | 12      | 13      | 14      | 15      | 16      | 17      | Points inscrits | Classement |
| ------ | -------------------- | ----------- | -------- | ------------------ | ------- | ------- | ------- | ------- | ------- | ------- | ------- | ------- | ------- | ------- | ------- | ------- | ------- | ------- | ------- | ------- | ------- | --------------- | ---------- |
| 1995   | Total Jordan Peugeot | Peugeot V10 | Goodyear |                    | BRÉ     | ARG     | SMR     | ESP     | MON     | CAN     | FRA     | GBR     | ALL     | HON     | BEL     | ITA     | POR     | EUR     | PAC     | JAP     | AUS     | 21              | 6e         |
| 1995   | Total Jordan Peugeot | Peugeot V10 | Goodyear | Rubens Barrichello | Abd     | Abd     | Abd     | 7e      | Abd     | 2e      | 6e      | 11e     | Abd     | 7e      | 6e      | Abd     | 11e     | 4e      | Abd     | Abd     | Abd     | 21              | 6e         |
| 1995   | Total Jordan Peugeot | Peugeot V10 | Goodyear | Eddie Irvine       | Abd     | Abd     | 8e      | 5e      | Abd     | 3e      | 9e      | Abd     | 9e      | 13e     | Abd     | Abd     | 10e     | 6e      | 11e     | 4e      | Abd     | 21              | 6e         |

Légende : ici 